# Gemeindeverwaltungsverband
Ein Gemeindeverwaltungsverband (GVV) ist in den deutschen Ländern Baden-Württemberg und Hessen ein Zusammenschluss mehrerer Gemeinden desselben Landkreises. Die Mitgliedsgemeinden übertragen dem Verband verschiedene Aufgaben. So können etwa die Verwaltungen zusammengelegt werden, wodurch Geld eingespart werden kann. Ein Beispiel dafür wäre, dass die Bürger, die in diesen zusammengeschlossenen Gemeinden leben, ihre Steuerbescheide nicht mehr aus dem örtlichen Rathaus, sondern aus der Verbandsverwaltung erhalten. Die Gemeindeverwaltungsverbände sind Körperschaften des öffentlichen Rechts (keine Gebietskörperschaften), an deren Spitze ein Verbandsvorsitzender steht. Die Mitgliedsgemeinden behalten jedoch ihre rechtliche Selbstständigkeit (z. B. GVV „Raum Weinsberg“).
Gemeindeverwaltungsverbände gibt es in Baden-Württemberg und Hessen. In Baden-Württemberg können die Aufgaben eines Gemeindeverwaltungsverbandes im Rahmen einer Vereinbarten Verwaltungsgemeinschaft (VVG) einer Gemeinde („erfüllende Gemeinde“) übertragen werden, in Hessen im Rahmen einer Verwaltungsgemeinschaft.

## Beispiele (Auswahl)
- Gemeindeverwaltungsverband Altshausen
- Gemeindeverwaltungsverband Donau-Heuberg
- Gemeindeverwaltungsverband Feldatal-Grebenau-Romrod-Schwalmtal
- Gemeindeverwaltungsverband Hardheim-Walldürn
- Gemeindeverwaltungsverband Müllheim-Badenweiler
- Gemeindeverwaltungsverband Oberes Schlichemtal
- Gemeindeverwaltungsverband Plochingen
- Gemeindeverwaltungsverband Steinlach-Wiesaz
- Gemeindeverwaltungsverband Vorderes Kandertal

## Andere Bundesländer
In anderen deutschen Bundesländern gibt es ähnliche Zusammenschlüsse mit anderen Bezeichnungen:
- Bayern: Verwaltungsgemeinschaft
- Brandenburg, Mecklenburg-Vorpommern und Schleswig-Holstein: Amt
- Niedersachsen: Samtgemeinde
- Rheinland-Pfalz: Verbandsgemeinde
- Sachsen: Verwaltungsverband
- Sachsen-Anhalt: Verbandsgemeinde
- Thüringen: Verwaltungsgemeinschaft und erfüllende Gemeinde